# 207번가역
207번가(207th Street)역은 뉴욕 지하철 IRT 브로드웨이-7번로선의 역이다. 맨해튼 인우드 인근의 207번가와 10번로(Tenth Avenue)의 교차로에 위치해 있으며, 전시간  1 열차가 운행된다.

## 역사
이 역은 1906년에 완공되었지만, 인구가 희박한 지역에 있었기 때문에 1907년 4월 1일까지 개업하지 않았다.
1909년 뉴욕 공공 서비스 위원회는 과밀 문제를 해결하기 위해 IRT 지하철의 역에 승강장을 늘릴 것을 제안했다.:168 1910년 1월 18일 IRT의 건설 계약 수정의 일환으로, 10량 급행열차와 6량 완행열차를 수용하기 위해 역 승강장을 확장했다. 플랫폼 확장에 150만 달러(2022) $41.7에 상당)가 투입된 데 이어 추가 출구 건설 투입에 50만 달러(2022년 기준 $13,887,500에 해당에 상당)가 사용되었다. 이러한 개선으로 용량이 25% 증가할 것으로 예상되었다.:15 207번가 역의 북행 승강장은 북쪽으로 100 피트 (30 m)까지 연장되었다.:114 남행 승강장은 연장되지 않았다.:106 1911년 1월 24일, 10량 급행 열차가 웨스트 사이드 선에서 운행되기 시작했다.:168
1916년에 지하철 충돌 사고가 발생하여 기관사 한 명이 크게 다쳤고, 전동차에 타고 있던 200여 명의 승객 중 12명이 경상을 입었다.
1946년부터 1948년까지 103번가에서 238번가까지 IRT 브로드웨이-7번로선의 승강장은 514 피트 (157 m)까지 확장되어 10량짜리 급행 열차가 정차할 수 있게 되었다. 이전에 이 역은 6량의 완행 열차를 수용할 수 있었지만, 10량의 열차는 일부 출입문을 열 수 없었다. 1946년 6월 207번가와 5개역의 승강장 확장 계약이 라오 전기장비회사(Rao Electrical Equipment Company)와 카플란 전기회사(Kaplan Electric Company)에 체결되었다. 이 역들의 승강장 연장선은 단계적으로 개통되었다. 1948년 7월 9일, 207번가와 238번가 사이의 승강장 확장 공사가 423,000달러의 비용으로 개통되었다. 동시에 IRT 노선은 R형 전동차 도입과 함께 번호 지정을 받았다. 이러한 최초의 차량인 R12는 1948년에 취역했다. 242번가로행 브로드웨이/웨스트사이드 노선은 1번으로 알려지게 되었다.
2019년 1월 5일부터 12월 20일까지, 168번가역의 IRT 승강장 임시 폐쇄를 수용하기 위해 이 역에서 인우드-207번가역까지의 무료 외부 환승이 제공되었다. 215번가역의 북쪽역에서도 비슷한 환승을 시행하였다.

## 역 구조
| 승강장 | 상대식 승강장  | 상대식 승강장                                                                                      |
| 승강장 | 북행 완행      | ← 밴코틀랜드 파크-242번가 방면 (틀:NYCS Platform Layout IRT Broadway–Seventh Avenue Line/previous) |
| 승강장 | 혼잡 방향 급행 | → 정규 운행 없음                                                                                   |
| 승강장 | 남행 완행      | → 사우스 페리 방면 (틀:NYCS Platform Layout IRT Broadway–Seventh Avenue Line/next) →               |
| 승강장 | 상대식 승강장  | |
| 대합실 | 대합실         | 운임 구역, 역무원, 메트로카드 및 OMNY 기계 틀:NYCS Platform Layout access                          |
| 지면   | 거리           | 출입구                                                                                             |

이 고가역은 2면 3선의 상대식 승강장으로 이루어졌으며, 중앙 선로는 영업 운행에 사용되지 않는다. 두 승강장 모두 중앙에 베이지색 윈드스크린과 어두운색 캐노피(현재 개조사업의 일환으로 교체되고 있음)가 있고 승강장 양쪽 끝에는 검은색 허리높이 강철펜스가 설치되어 있다. 역명판은 표준 검정색과 흰색 글씨로 되어 있다.
이 역의 북쪽에는 3개 선로에서 207번가 차량사업소까지 진입할 수 있는 2개의 분기기와 경사로가 있다.
이 역의 1991년 미술품은 우포 홀업(Wopo Holup)의 "고가 자연 I-IV(Elevated Nature I-IV)"이라고 불린다. 남행 승강장 역사에 나무틀이 있는 두 개의 콘크리트 판넬로 구성되어 있다. 각 패널은 나무가지를 묘사한 8개의 정사각형으로 구성되어 있다. 이 작품은 또한 이 노선의 다른 4개 역에도 위치해 있다.

### 출구
두 승강장 모두 중앙에 나무로 된 인접한 역사가 하나 있다. 그러나, 오직 남행 승강장에 있는 역사만 여객 운행용으로 사용된다. 승강장에서 나오는 문은 작은 대기 구역으로 이어지며, 여기서 개찰구 뱅크는 역의 출입을 제공한다. 운임 구역 밖에는 토큰 부스, 207번가와 10번로(Tenth Avenue) 남서쪽 모퉁이로 내려가는 계단, 그리고 북서쪽 모퉁이로 내려가는 계단으로 통하는 통로가 있다.
북행 승강장에 있는 역사는 직원 전용이다. 승강장층에서 출구 전용 회전식 개찰구가 있는 한 곳은 207번가와 10번로의 북동쪽 모퉁이로 내려가는 계단으로 연결되며, 승강장층에서 전체높이 출구 전용 회전식 개찰구가 있는 한 곳은 남동쪽 모퉁이로 내려가는 계단으로 연결된다.